# كلوبنبورغ
كلوبنبورغ (بالألمانية: Cloppenburg) هي بلدة ألمانية تقع في ألمانيا في كلوبنبورغ. يقدر عدد سكانها بـ 31,976 نسمة .

## المدن التوأمة
مدن بيرناي وليمريك هي مدن توأمة لـكلوبنبورغ.